# Christiane Kubrick
Christiane Kubrick z d. Harlan (ur. 10 maja 1932 w Brunszwiku) – niemiecka aktorka, tancerka, malarka i śpiewaczka. Żona Stanleya Kubricka.

## Filmografia
- 2001: Stanley Kubrick: Życie w obrazach
- 1999: Oczy szeroko zamknięte
- 1957: Ścieżki chwały